# Cavedine
Cavedine är en ort och kommun i provinsen Trento i regionen Trentino-Sydtyrolen i Italien. Kommunen hade 2 947 invånare (2018).